# Rosemary Lane
Rosemary Lane, née Rosemary Mullican à Indianola, dans l'Iowa, le 4 avril 1913, et morte le 25 novembre 1974 à Woodland Hills, est une actrice américaine.

## Biographie
Née dans l'Iowa, elle a quatre sœurs : Martha, Leota, Priscilla et Lola. Sa mère encourageait ses filles à chanter et à jouer des instruments de musique. Elles ont étudié la musique au Simpson College à Indianola. Exceptée Martha, elles sont toutes entrées dans l'industrie du spectacle en tant qu'actrices et chanteuses. Elles joueront ensemble dans quatre films, notamment la trilogie à succès Les sœurs Lemp (1938 à 1941).
De 1941 à 1942, Rosemary Lane connaît le succès avec un rôle sur la scène de Broadway dans la comédie musicale Best Foot Forward de George Abbott (326 représentations).
En 1941, elle épouse le spécialiste du maquillage hollywoodien George (Bud) Westmoore, qui a été pendant trois mois l'ex-mari de l'actrice Martha Raye. Une  fille naît, Bridget. Ils divorcent en 1954 et Rosemary ne se remariera pas.
Après une vingtaine de films, elle met fin à sa carrière en 1945. Elle travaillera un certain temps comme agent immobilier.
Rosemary Lane meurt peu après son soixantième anniversaire d'un accident vasculaire cérébral résultant du diabète et d'une maladie pulmonaire chronique.

## Filmographie partielle

### Cinéma
- 1937 : La Revue du collège (Varsity Show) de William Keighley
- 1937 : Hollywood Hotel de Busby Berkeley : Virginia
- 1938 : Chercheuses d'or à Paris (Gold Diggers in Paris) de Ray Enright et Busby Berkeley : Kay Morrow
- 1938 : Rêves de jeunesse (Four Daughters) de Michael Curtiz : Kay Lemp
- 1939 : Le Retour du docteur X (The Return of Doctor X) de Vincent Sherman : Joan Vance
- 1939 : Terreur à l'ouest (The Oklahoma Kid) de Lloyd Bacon : Jane Hardwick
- 1939 : Quatre Jeunes Femmes (Four Wives), de Michael Curtiz : Kay Lemp
- 1939 : Filles courageuses (Daughters Courageous) de Michael Curtiz : Tinka Masters
- 1939 : Blackwell's Island de William McGann
- 1940 : An Angel from Texas de Ray Enright
- 1940 : Ladies Must Live de Noel Smith : Pat Halliday
- 1940 : The Boys from Syracuse de A. Edward Sutherland
- 1940 : Always a Bride de Noel M. Smith
- 1941 : Femmes adorables (Four Mothers) de William Keighley : Kay Lemp Forrest
- 1943 : Toute seule (All by Myself) de Felix E. Feist : Val Stevenson